# Котень (Олт)
Котень, Котені (рум. Coteni) — село у повіті Олт в Румунії. Входить до складу комуни Обиршія.
Село розташоване на відстані 153 км на південний захід від Бухареста, 61 км на південь від Слатіни, 65 км на південний схід від Крайови.

## Населення
За даними перепису населення 2002 року у селі проживала 271 особа, з них 269 осіб (99,3%) румунів. Рідною мовою 269 осіб (99,3%) назвали румунську.